# KXJB-TV-Mast

KXJB-TV-Mast

Der KXJB-TV-Mast ist ein Sendemast für einen Fernsehsender in North Dakota und mit einer Höhe von 627,89 Metern (2060 Fuß) ist er das derzeit fünfthöchste Bauwerk der Erde, nur um einen Meter (drei Fuß) niedriger als der acht Kilometer entfernte KVLY-Mast.
Sechs Kilometer nordöstlich von Galesburg, North Dakota, bei 47° 16′ 45″ N, 97° 20′ 27″ W gelegen, wurde er 1966 fertiggestellt, um den früheren Sendemast der Station, einen 330,7 Meter hohen Turm, 24 Kilometer nordöstlich von Valley City in North Dakota, zu ersetzen, der an den UKW-Sender KOVC verkauft wurde.
Der Turm ist zweimal eingestürzt und wurde jedes Mal wieder aufgebaut. Das sechsthöchste Bauwerk der Erde ist der KXTV/KVOR-Sendemast in der Nähe von Sacramento, Kalifornien.

## Erster Einsturz
Der erste Einsturz passierte am 14. Februar 1968 um 21:08 Uhr, als der Rotor eines Marinehelikopters einige Abspannseile zerschnitt (bei diesem Unfall wurde die vierköpfige Besatzung des Hubschraubers getötet). Der Fernsehsender war darauf für acht Tage außer Betrieb, bevor er von seinem früheren Standort, dem KOVC-Mast, wieder in Betrieb ging. Ein Ersatzmast von gleicher Höhe wurde in viereinhalb Monaten errichtet.

## Zweiter Einsturz
Bei einem Eissturm am 6. April 1997 mit Windböen von bis zu 110 Kilometern pro Stunde, der zu Eisansätzen von über 10 Zentimeter Dicke führte, stürzte der Mast um 18:09 Uhr erneut ein. Das Kabelfernsehprogramm wurde um 20:34 Uhr wieder aufgenommen, und der Sendebetrieb des Fernsehsenders konnte am nächsten Tag um 15 Uhr durch kurzfristige Anmietung von Ersatzsendern auf anderen Masten ebenfalls wieder aufgenommen werden.
In unmittelbarer Nähe des eingestürzten Mastes wurde ein 224 Meter hoher Hilfsmast errichtet, der ab dem 10. Juli 1997 wieder den Sendebetrieb ermöglichte. Er trägt heute einige Richtfunkantennen.
Am 1. April 1998 begann der Wiederaufbau des eingestürzten Mastes in gleicher Höhe, aber in einer stabileren Ausführung. Am 30. Juli 1998 war dieser Mast fertiggestellt. Zur Einweihung setzten einige Mitglieder der Baumannschaft einen 1,22 Meter hohen Fahnenmast auf die Spitze, der den Mast um 30 Zentimeter höher als den KVLY-Mast und – bis zu dessen Entfernung – zum höchsten Bauwerk der Welt machte. Der Sendebetrieb auf Kanal 4 wurde am 15. August 1998 auf den neuen Mast umgelegt.
Die Antenne sendet mit 97,7 kW für den CBS-Ableger KXJB-TV von Valley City. Die Station und der Mast gehören der Catamount Broadcasting of Fargo.